# Viện Baltic
Viện Baltic (Instytut Bałtycki) ở Gdańsk là một tổ chức khoa học nghiên cứu các chủ đề của các nước Biển Baltic, các vấn đề kinh tế hàng hải và quan hệ Ba Lan-Đức và Ba Lan-Scandinavi.

## Lịch sử
Viện Baltic được thành lập vào năm 1925 tại Toruń, bắt đầu các hoạt động thực sự vào năm 1927, với mục tiêu chính là ghi chép lại di sản Ba Lan tại Pomerania sau 100 năm Đức chiếm đóng và thực hiện các hoạt động Đức hóa. Năm 1931, một chi nhánh được thành lập tại Gdynia. Trong thời kỳ Đức chiếm đóng Ba Lan trong Thế chiến II, viện này đã bị Đức quốc xã bãi bỏ.
Viện Baltic được thành lập lại vào năm 1945 với trụ sở đầu tiên tại Bydgoszcz, Sopot và sau đó tại Gdańsk. Các chi nhánh mới đã được khai trương tại Gdynia, Sopot, Toruń, Bydgoszcz và Szczecin. Trong cuộc cải tổ lớn của các xã hội khoa học ở Pomerania, năm 1950, viện đã trở thành một phần của Viện phương Tây ở Poznań, nhưng đã được độc lập trở lại vào năm 1958 với trụ sở chính tại Gdańsk.

## Khu vực nghiên cứu
Viện Baltic tiến hành nghiên cứu trong các lĩnh vực sau:
- Kiến thức về Scandinavia, và quan hệ Ba Lan-Scandinavi.
- Mối quan hệ Ba Lan-Đức, đặc biệt liên quan đến Gdańsk Pomerania và khu vực Biển Baltic.
- Lịch sử và hợp tác kinh tế mới nhất ở khu vực Biển Baltic sau Thế chiến II.

## Ấn phẩm chính
- Komunikaty Instytutu Bałtyckiego (Thông điệp của Viện Baltic)
- Gdańskie Zeszyty Humanistyczne (Quy mô nhân văn của Gdansk)